# Simone Rosalba
Simone Rosalba, född 31 januari 1976 i Paola, är en italiensk volleybollspelare. Med landslaget tog Rosalba brons vid OS 2000, guld vid VM 1998 och EM 1999. 